# Manuel Helmeke
Manuel Helmeke (* 1988 in Stendal) ist ein deutscher Sänger (Bass) und Musikpädagoge.

## Biografie
Manuel Helmeke studierte Gesang und Musikpädagogik bei Berthold Schmid und Roland Schubert an der Hochschule für Musik und Theater „Felix Mendelssohn Bartholdy“ in Leipzig. Von 2015 bis 2022 war er der Bass des international preisgekrönten Calmus Ensembles. In dieser Formation führten ihn zahlreiche Konzerte durch weite Teile Europas sowie nach Asien, Nord- und Südamerika. Seit 2022 ist er festes Mitglied im MDR-Rundfunkchor.
Daneben war er solistisch tätig und musizierte mit Ensembles wie dem Thomanerchor Leipzig, der Staatskapelle Halle und dem Gewandhausorchester Leipzig. Neben den Calmus-Aufnahmen sang er auch bei CD-Produktionen des Leipziger Gewandhauses und Rundfunkübertragungen bei Deutschlandradio Kultur und MDR-Kultur. Als Gast trat er u. a. an den Opernhäuser in Leipzig und Gera/Altenburg auf.

## Rollen (Auswahl)
- 2012: Der Barbier von Sevilla, Fiorillo bei Bühnen der Stadt Gera
- 2012: Anatevka, Perchik bei Bühnen der Stadt Gera und am Landestheater Altenburg[5]
- 2014: Aladin und die Wunderlampe, Lampengeist bei Oper Leipzig[6]

## Dirigent (Auswahl)
- Oratorium David – Sänger, König und Poet von Klaus Heizmann[7]

## Diskographie

### Mit Calmus Ensemble
- 2015: Weihnachtslieder aus aller Welt. Carus
- 2016: Mitten im Leben 1517. Carus
- 2017: Luther Collage. Carus
- 2018: Folksongs. Carus
- 2019: Leipziger Disputation. Carus
- 2020: Landmarks. Carus
- 2021: Mosaik. iMD-CalmusEnsemble
- 2022: Bach for five. Bayer Records
- 2024: Rethinking the Well-Tempered Clavier. Navona Records

### Sonstige (Auswahl)
- 2012: Ferdinand von Hiller: Die Die Zerstörung Jerusalems. Querstand[8]
- 2013: Lebensgebete. Ensemble Thios Omilos. Rondeau.[9]
- 2021: chorissimo! Christmas. Carus

## Auszeichnungen
- 2019: Opus Klassik in der Sparte „Chorwerkeinspielung des Jahres“; Calmus Ensemble und Ensemble Amarcord für Leipziger Disputation[10]
- 2022: Supersonic Award für Bach for five[11]